# Mimikry (Band)
Mimikry ist eine schwedische Punk-/Rock-Band. Sie wurde bekannt durch die Fernsehsendung „På rymmen“. Einen weiteren Durchbruch verzeichnete sie bei ihrem Auftritt in Ludvika.
Hjalle ist der Sänger und wurde auch zum Gitarristen in der Band, Heavy spielt Schlagzeug, Mia Mästerbo spielt Bass, Johan Åsberg spielt Gitarre und Anders Brandström spielt ebenfalls Gitarre.

## Diskografie

### Alben
- 2000: Automatiskt
- 2002: Visar vägen
- 2004: Kryptonit
- 2005: Uppsamlingsheatet
- 2008: Alderland
- 2010: Mimifierat[2][3][4]
- 2012: Monster
- 2014: Tjugo
- 2016: Alla sover
- 2018: Grit
- 2021: Splitter

### Singles
- 2000: 500 mil
- 2004: En flicka som är stark (SE: Gold)[5]
- 2006: Kom och dansa lite
- 2010: Borgarsvin

### Videoalben
- 2006: Scream for me Finnåker/Lika bra som Iron Maiden
- 2007: Bullrigt, hembränt och live!